# Eba Viegas
Ebanilson "Eba" Domingos de Lima Viegas (Estoril, 7 ottobre 1999) è un calciatore saotomense, attaccante del Modica e della nazionale saotomense.

## Carriera

### Club
Viegas ha trascorso la prima fase della sua carriera nelle divisioni inferiori del calcio portoghese, a gennaio 2025 ha firmato un contratto con il Modica, militante in Eccellenza Sicilia, sbarcando di fatto nel campionato italiano 

### Nazionale
Ha debuttato con la nazionale saotomense il 24 marzo 2021 nell'incontro di qualificazione per la Coppa delle nazioni africane 2021 perso 2-0 contro il Sudan.